# Fara v Branticích
Bývalá fara čp. 163 se nachází v obci Brantice v okrese Bruntál. Stavba byla zapsána do Ústředního seznamu kulturních památek ČR.

## Historie
Budova bývalé fary se nachází východně od areálu hřbitova. Byla postavena v roce 1687 na místě vyhořelého domu a upravena v polovině 18. století.

## Popis
Fara je volně stojící jednopatrová zděná barokní stavba na půdorysu obdélníku. Je ukončena mansardovou střechou se segmentovanými vikýři. Fasáda je členěná čtyřmi okenními osami, průčelí bylo zdobeno kordonovou římsou, ve střední části lizény vytvářely mělký rizalit. V osmdesátých letech 20. století necitlivou opravou byly tyto prvky zničeny a fasáda je hladká bez členění. Vchod je pravoúhlý uprostřed stavby, okna pravoúhlá.
Ve faře se dochovala vnitřní dispozice. V přízemí je síň s trámovým stropem, ze které se vchází do čtyřech místností a chodby. Místnosti jsou částečně klenuté, částečně mají trámový strop. V patře je strop plochý.